# Agustín Isunza
Agustín Isunza y del Palacio (Puebla de los Ángeles, 3 de septiembre de 1900-Ciudad de México, 23 de agosto de 1978) fue un actor cómico mexicano, que trabajó en numerosas compañías de comedia y tuvo también una intensa actividad en el cine nacional dentro de la Época de Oro del cine mexicano, casi siempre como actor secundario o de reparto.

## Carrera

### Teatro
Siendo empleado del Departamento del Distrito Federal, incursionó como actor aficionado con un cuadro dramático que puso en escena la obra Mujercita mía (1927). A partir de entonces trabajó esporádicamente en compañías como la de Manuel Tamés y Luis G. Barreiro, así como en los programas del teatro Garibaldi (después llamado "Follies Bergere") hasta que en 1935 pasó a formar parte del elenco estable de la Cía. de Joaquín Pardavé, con quien hizo giras por el interior de la República Mexicana. Otras compañías con las que actuó fueron las de José Campillo, Roberto Soto, con quien trabajó en "México a través de los siglos" (1938), Manuel Castro Padilla y la de Revistas Cómicas Alegría y Enhart. Otras de las obras en las que actuó fueron: El arte de enfocar (1933), ¡Tengan su matraca!, El ídolo maya, Arriba la gasolina, Se acabó el frío, La cucaracha, El pueblo es feliz, Foul, El proceso de la canción, Rival, La vedette esperada, Musas latinas, San Joaquín vencedor, El país del mañana, Ventanita morada, México ríe, El peso murió, Los granujas, El país de los cartones, Robador de estrellas, La virgen morena (todas en 1935); Cachita (1936), ¡Allá en el Rancho Grande!, Guadalajara, El derrumbe de San Juan, Canciones del mundo, Mujeres y deportes (1937); El sufragio efectivo (1939), Niebla, El círculo de yeso, Domingo siete, El trópico canta y El saxofón de Aquilino (1940).

### Cine
En el cine debutó en 1937 en La Adelita de Guillermo Hernández Gómez, al lado de Pedro Armendáriz y Esther Fernández, a partir de la cual fue ligando película tras película hasta llegar a 1975 a Alucarda, la hija de las tinieblas de Juan López Moctezuma, que fue su última que realizó. Su interpretación del personaje Juan Primito en Doña Bárbara (1943) de Fernando de Fuentes, suele considerarse su mejor caracterización y se trata de un papel dramático, el cual no tuvo nada que ver con sus estereotipadas actuaciones de patiño o escudero del héroe de la película, aunque el público lo recuerda más por sus apariciones en comedias rancheras, al lado de Pedro Infante, Jorge Negrete y Antonio Aguilar y, especialmente, por su participación como fiscal en el juicio de Ahí está el detalle (1940) al lado de Mario Moreno "Cantinflas". Junto con Armando Soto La Marina "El Chicote" y Fernando Soto "Mantequilla", formó el trío más destacado de cómicos de apoyo que desfilaron en la Época de Oro del cine mexicano. Su humorismo ingenuo y cándido, lleno de inocentes picardías le hizo ganarse la simpatía del público.
Participó en más de 200 películas, y obtuvo, por su actuación como Juan Primito en Doña Bárbara, una mención de honor de la Academia de Artes y Ciencias Cinematográficas y una estatuilla por parte de los periodistas.

## Filmografía destacada
Entre sus títulos más conocidos se encuentran: 
- La Adelita 1938
- Juntos pero no revueltos (1939)
- En tiempos de don Porfirio 1940
- Ahí está el detalle 1940
- ¡Ay, qué tiempos señor don Simón! 1941
- El gendarme desconocido 1941
- Flor silvestre 1943
- Doña Bárbara 1943
- El globo de Cantoya 1943
- Rosalinda (La flor de la costa) 1945
- Soy un prófugo 1946
- Gran Casino (Tampico)  1947
- Fíjate qué suave 1948
- Río Escondido 1948
- Dos de la vida airada 1948
- Las tandas del principal 1949
- Venus de fuego 1949
- Mi querido capitán 1950
- La marquesa del barrio 1951
- La hija del ministro 1952
- No niego mi pasado 1952
- Doña Mariquita de mi corazón 1953
- El casto Susano 1954
- La ilusión viaja en tranvía 1954
- Historia de un abrigo de mink 1955
- Padre contra hijo 1955
- Los tres mosqueteros y medio 1957
- Señoritas 1959
- Yo... el aventurero 1959
- Ando volando bajo 1959
- El ciclón 1959
- Bala de Plata 1960
- La sombra del caudillo 1960
- Escuela de valientes 1961
- Ruletero a toda marcha (1962)
- Aquí está tu enamorado 1963
- Dos alegres gavilanes 1963
- Así amaron nuestros padres 1964
- Lupe Balazos 1964
- Cada oveja con su pareja 1965
- Cuernavaca en primavera 1966
- Un Quijote sin mancha 1969
- Mi niño Tizoc 1972
- Calzonzin Inspector 1974
- Alucarda, la hija de las tinieblas 1977